# Originators of the Northern Darkness – A Tribute to Mayhem
Originators of the Northern Darkness – A Tribute to Mayhem ist ein Tributealbum an die norwegische Black-Metal-Band Mayhem. Es wurde 2001 von Avantgarde Music auf CD sowie in einer limitierten CD-Fassung in schwarzem Leder veröffentlicht. Mayhems Sänger Attila Csihar erschien selbst auf der Veröffentlichung, da er den Gesang bei Emperors Version von Funeral Fog übernahm.

## Titelliste
1. Immortal – From the Dark Past – 04:40
2. Dark Funeral – Pagan Fears – 06:34
3. Vader – Freezing Moon – 05:45
4. Emperor – Funeral Fog – 05:13
5. Behemoth – Carnage – 04:07
6. Limbonic Art – De Mysteriis Dom Sathanas – 06:51
7. Keep of Kalessin – Buried by Time and Dust – 03:34
8. Gorgoroth – Life Eternal – 04:45
9. Carpathian Forest – Ghoul – 03:41
10. Seth – Into Thy Labyrinth – 05:29
11. Gehenna – Cursed in Eternity – 04:58
12. Absu – Deathcrush – 06:52

Als Hidden Track ist das Intro Silvester Anfang der Deathcrush-EP zu hören.

## Stil
Die meisten Stücke orientieren sich am Klang ihrer Originale, also im Wesentlichen an De Mysteriis Dom Sathanas. Seths Cover von I Am Thy Labyrinth von der EP Wolf’s Lair Abyss ist fälschlich Into Thy Labyrinth betitelt.

## Kritiken
Das Album wurde positiv aufgenommen, aber auch dafür kritisiert, dass die Bands bei ihrer Orientierung an Mayhem ihren eigenen Stil nicht einbrächten.

## Wiederveröffentlichungen
- 2002: CD-Version bei Dwell Records
- 2002: LP-Version bei Perverted Taste
- 2007: Digipak-Version bei Peaceville Records